# Forpus cyanopygius
Forpus cyanopygius là một loài chim trong họ Psittacidae.